# The People United Will Never Be Defeated!
The People United Will Never Be Defeated! (Le peuple uni ne sera jamais vaincu ! ; 1975) est une composition pour piano du compositeur américain Frederic Rzewski. Le Peuple uni est, comme l'indique son sous-titre (« 36 Variations on a Chilean Song ») un ensemble de 36 variations sur la chanson chilienne « El pueblo unido jamás será vencido » de Sergio Ortega et Quilapayún.
L'œuvre a été créée mondialement le 7 février 1976, par Ursula Oppens, dans le cadre du bicentenaire de l'indépendance américaine, lors d'un cycle de concerts au John F. Kennedy Center for the Performing Arts. Rzewski a dédié la composition à Oppens, qui l'avait commandée et qui l'a enregistré en 1979. Cet  enregistrement a été nommé « album de l'année » cette même année par le magazine américain Record World et a reçu une nomination aux Grammy Awards. Oppens a réenregistré l'œuvre en 2014 pour le label Cedille Records.

## Analyse
La chanson sur laquelle les variations sont fondées, est l'une des nombreuses qui ont émergé de la coalition Unidad Popular au Chili, entre 1969 et 1973, avant le renversement du gouvernement de Salvador Allende. Rzewski compose les variations entre septembre et octobre 1975, comme un hommage à la lutte du peuple chilien contre un régime nouveau, imposé et répressif ; en effet, l'ouvrage contient des allusions à d'autres luttes sociales de la même époque ou immédiatement antérieures, telles que des citations de la chanson de tradition socialiste italienne Bandiera rossa (variation 13) et la chanson de Bertolt Brecht–Hanns Eisler Chanson de la solidarité datant de 1929 (variation 26).
En général, les variations sont courtes (chaque variation comprend 24 mesures) et s'accumulent jusqu'à un climax d'une force considérable. Les 36 variations, font suite aux 36 mesures du chant (en ré mineur) et sont groupées par six groupes de six. Chaque groupe de six exploite successivement différentes relations musicales : événements simples, rythme, mélodies, contrepoints, harmonie, combinaisons de tous les éléments précédents : chaque sixième variation résume les cinq précédences sous forme abrégée. La dernière variation concentrant le matériau de toutes les variations.
Le pianiste, outre la virtuosité requise, est tenu de siffler, de claquer le couvercle du piano et de capturer les vibrations après une forte attaque en harmoniques (variation 5). Les styles sont d'une grande variété, changeant d'une façon parfois abrupte, allant de tous les éléments de la technique du XXe siècle de l'écriture pour piano (les variations 25 à 36, exposent toutes les tonalités mineures par quinte). Une grande partie de l'œuvre utilise la langue du romantisme du XIXe siècle, à quoi se mêlent des tons pandiatoniques, l'écriture modale et même la technique de la série (variation 10), ou du jazz (variation 13). D'autres procédés comme le canon reviennent dans les variations 4 et 8.
Comme dans les Variations Goldberg de Jean-Sébastien Bach, la dernière variation est la redite du thème original, destinée à être entendue avec une nouvelle importance, après le long voyage à travers les variations.

## Structure
L'œuvre se déroule sur une heure environ, comprenant 36 variations et une cadence optionnelle où le pianiste peut improviser, conduisant à la redite du thème.
- Thema With determination
- Variation 1  Weaving: delicate but firm
- Variation 2  With firmness
- Variation 3  Slightly slower, with expressive nuances
- Variation 4  Marcato
- Variation 5  Dreamlike, frozen
- Variation 6  Same tempo as beginning
- Variation 7  Lightly, impatiently
- Variation 8  With agility; not too much pedal; crisp
- Variation 9  Evenly
- Variation 10  Comodo, recklessly
- Variation 11  Tempo I, like fragments of an absent melody – in strict time
- Variation 12
- Variation 13
- Variation 14  A bit faster, optimistically
- Variation 15  Flexible, like an improvisation
- Variation 16  Same tempo as preceding, with fluctuations; much pedal / Expansive, with a victorious feeling
- Variation 17  L.H. strictly:  R.H. freely, roughly in space
- Variation 18
- Variation 19  With energy
- Variation 20  Crisp, precise
- Variation 21  Relentless, uncompromising
- Variation 22  Very expressionate
- Variation 23  As fast as possible, with some rubato
- Variation 24
- Variation 25
- Variation 26  In a militant manner
- Variation 27  Tenderly, with a hopeful expression: cadenza
- Variation 28
- Variation 29
- Variation 30
- Variation 31
- Variation 32
- Variation 33
- Variation 34
- Variation 35
- Variation 36
- Cadenza (Improvisation optionnelle)
- Thema (reprise)

## Enregistrements
- The People United Will Never Be Defeated!, 36 Variations on a Chilean Song - Ursula Oppens, piano (1979, Vanguard Classics OVC 8056) (OCLC 317637419)
- The People United Will Never Be Defeated! - Frederic Rzewski, piano (1986, Hat Hut Records ART CD 6066)
- The People United Will Never Be Defeated, 36 Variations on a Chilean Song - Stephen Drury, piano (juin 1992, New Albion NA063) [2] (OCLC 32081294)
- The People United Will Never Be Defeated!, dans Piano Works, 1975-1999 - Frederic Rzewski, piano (mars 1998, 7CD Nonesuch 79623-2) (OCLC 70529555 et 51171589)
- The People United Will Never Be Defeated!, 36 Variations on a Chilean Song - Marc-André Hamelin, piano (27-29 août 1998, Hyperion CDA67077) (OCLC 884651192)
- The People United Will Never Be Defeated, 36 Variations on a Chilean Song - Thomas Schultz, piano (juin 2002, Wooden Fish Recordings) (OCLC 507420501)
- Frederic Rzewski Plays Rzewski (VAI DVD 4440, enregistrement du concert 2007 à Miami, lors du festival de piano)[3]
- The People United Will Never Be Defeated!, 36 Variations on a Chilean Song - Ralph van Raat, piano (21-22 avril 2007, Naxos 8.559360) (OCLC 212085494)
- The People United Will Never Be Defeated!, 36 Variations sur « ¡El pueblo unido jamás será vencido! » - Kai Schumacher, piano (6-7 janvier 2009, Wergo WER67302)[4] (OCLC 811459295)
- The People United Will Never Be Defeated!, 36 Variations on a Chilean Song - Yuji Takahashi, piano (ALM ALCD-19)
- The People United Will Never Be Defeated! - Christopher Hinterhuber, piano (décembre 2011, Paladino Music PMR0037)[5]
- The People United Will Never Be Defeated! - Corey Hamm, piano (2014, Redshift Records TK431)[6]
- The People United Will Never Be Defeated! - Lee Sangwook, piano (2014, Audioguy Classics) (OCLC 942959756)
- The People United Will Never Be Defeated - Ursula Oppens, piano (11-13 décembre 2014, Cedille CDR 90000 158) (OCLC 946881422)
- The People United Will Never Be Defeated! - Igor Levit, piano (1-4 mars 2015, Sony) (OCLC 929615657) — Enregistrement de l'année des Gramophone Classical Music Awards 2016.